# 31-es busz (Salgótarján)
A salgótarjáni 31-es busz a Bányagépgyár (mai nevén Hősök út) és az Ötvözetgyár között közlekedett. Az útvonalán szóló és csuklós autóbuszok közlekedtek. Menetidő 30 perc volt. A járat az Ötvözetgyár bezárásával megszűnt. Útvonala szerint a járat a Hősök út - Bajcsy Zsilinszky út - Piac - Postai aluljáró - Ötvözetgyár útvonalon közlekedtek egy irányba. Betétjárata nem volt.
A 2005. január 1-jén bevezetett menetrendben még szerepelt, de ekkor már a Salgói Kapuig közlekedett.